# Obraz HDR

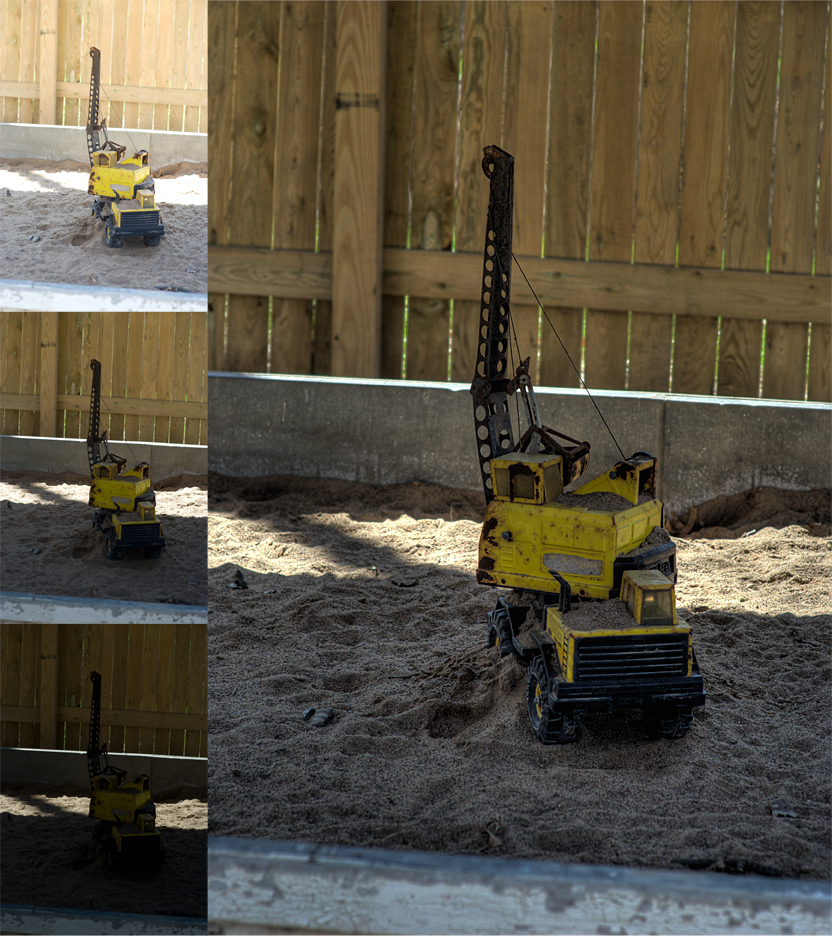
Cyfrowy obraz HDR (po prawej), złożony z trzech zdjęć (po lewej)

Obraz HDR (ang. High Dynamic Range image) – obraz o zakresie jasności (luminancji) porównywalnej do zakresu jasności widzianego przez człowieka. Zakres jasności definiowany jest jako stosunek najjaśniejszego punktu na obrazie do punktu najciemniejszego.

## Obraz widziany przez człowieka
Dokładniejsze wyjaśnienie pojęcia obrazu HDR wymaga odwołania się do sposobu widzenia obrazów przez człowieka. „Obrazem” nazywa się to, co widziane jest za pomocą ludzkiego wzroku. Mechanizm widzenia aktywowany jest przez bodziec, którym jest promieniowanie elektromagnetyczne. Wzrok człowieka reaguje na fale elektromagnetyczne o długości z określonego zakresu, a fale w tym zakresie nazywane są światłem.
Dwoma podstawowymi parametrami światła są częstotliwość i intensywność. Częstotliwość określa barwy, widoczne na obrazie. Częstotliwość fali jest odwrotnie proporcjonalna do długości fali. Wiązka światła zawierająca fale o równej długości wywołuje wrażenie widzenia określonej barwy. Drugim parametrem światła jest intensywność opisująca energię, jaka dociera do oka. To, że jedne przedmioty na obrazie są ciemniejsze, a inne jaśniejsze, wynika z faktu, że przedmioty te emitują wiązki fal o różnych intensywnościach.
Powszechnie stosowanym odpowiednikiem intensywności jest jasność. Intensywność przypada na jednostkową, tzn. nieskończenie małą powierzchnię, natomiast jasność liczona jest dla mierzalnej powierzchni i wyrażana w cd/m² (kandela na jednostkę powierzchni). Komórki światłoczułe w ludzkim oku reagują na bardzo szeroki zakres jasności, od 10−5 cd/m² emitowanych przez bezksiężycowe niebo w nocy do 109 cd/m² w jasny słoneczny dzień. W tym zakresie jasności mieści się dynamika ludzkiego wzroku, której zakres dostosowuje się do warunków – jest inna w dzień po wejściu z otwartej przestrzeni do ciemnego pomieszczenia, a inna po kilkudziesięciu minutach przebywania w nim.

## Reprezentacja cyfrowa
Większość urządzeń technicznych nie jest w stanie rejestrować pełnego zakresu dynamiki ludzkiego wzroku. Podobnie nie są w stanie generować (inaczej wyświetlać) fal świetlnych o pełnym zakresie jasności i barw. Przykładem urządzenia rejestrującego obraz jest aparat cyfrowy, a generującego monitor komputerowy. Zarówno aparat, jak i monitor rejestrują/generują obrazy o ograniczonym lub niskim zakresie dynamiki nazywane w skrócie obrazami LDR (ang. Low Dynamic Range). Ludzki wzrok rejestruje obrazy o pełnym lub inaczej wysokim zakresie dynamiki, w skrócie obrazy HDR (ang. High Dynamic Range). Istnieją cztery jego rodzaje: HDR10, HDR10+, Dolby Vision, HLG.
Standardowy obraz komputerowy to dwuwymiarowa macierz punktów zwanych pikselami (ang. pixels). Parametry piksela określają jasność i kolor (inaczej częstotliwość) punktu obrazu. Przykładowym i powszechnie stosowanym sposobem definiowania parametrów piksela jest 24-bitowa reprezentacja RGB (ang. Red-Green-Blue). Jasność i kolor określane są w niej przez trzy 8-bitowe liczby całkowite, każdą składową koloru można więc przedstawić w 256 poziomach natężenia. Reprezentacja RGB umożliwia prawidłowe wyświetlanie obrazów o zakresie jasności od 1 cd/m² do około 80 cd/m².